# بلقاء متبادلة الأوراق
بلقاء متبادلة الأوراق أو البلقاء المتعاقبة أو شجرة الشاي (الاسم العلمي:Melaleuca alternifolia) هو نوع من النباتات يتبع جنس البلقاء من فصيلة الآسية. تم وصف هذا النوع من النبات علمياً لأول مرة من قبل إدوين شيل وجوزيف هنري ميدن وإرنست بيتشي سنة 1924.

## معرض صور

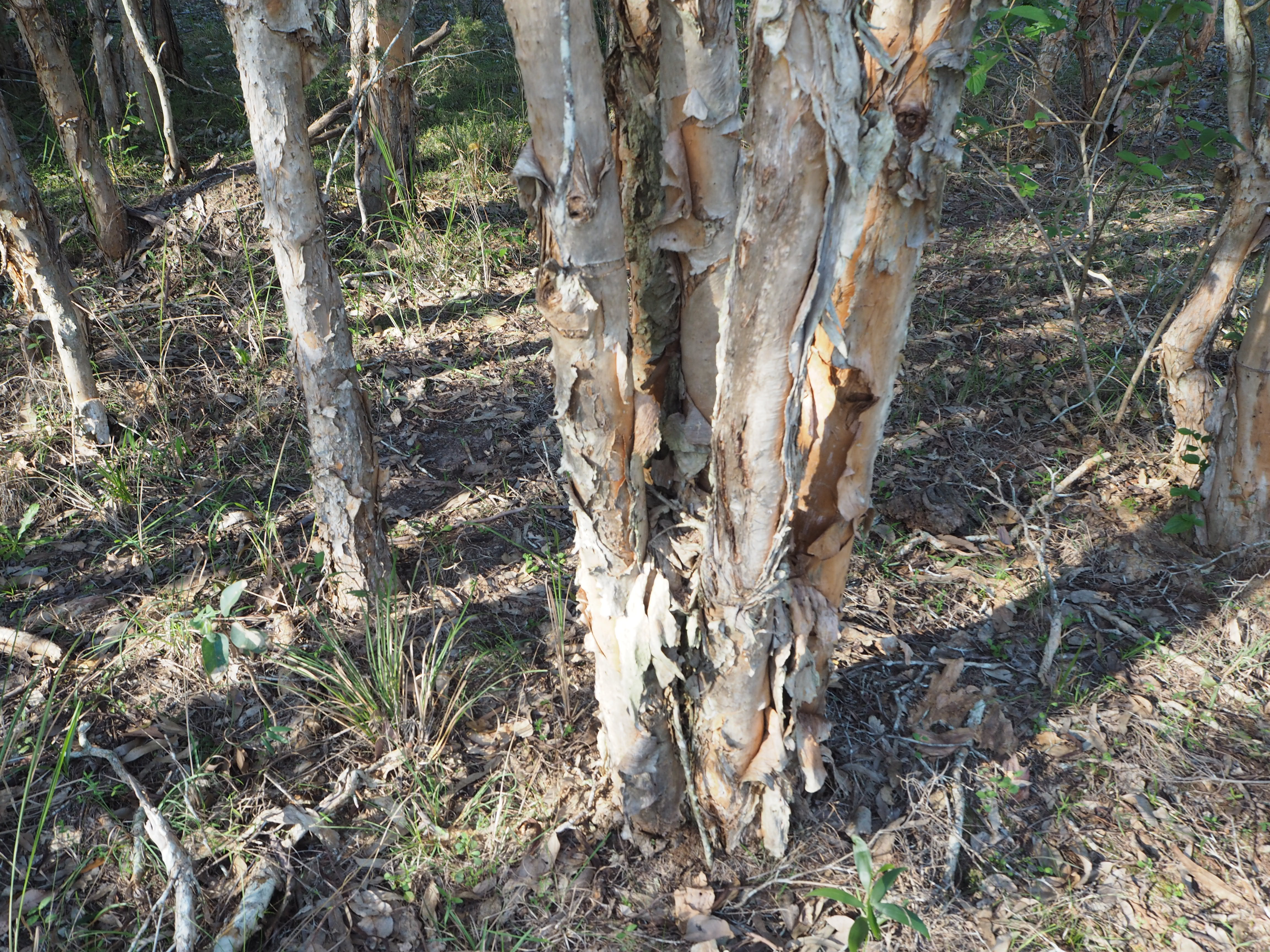
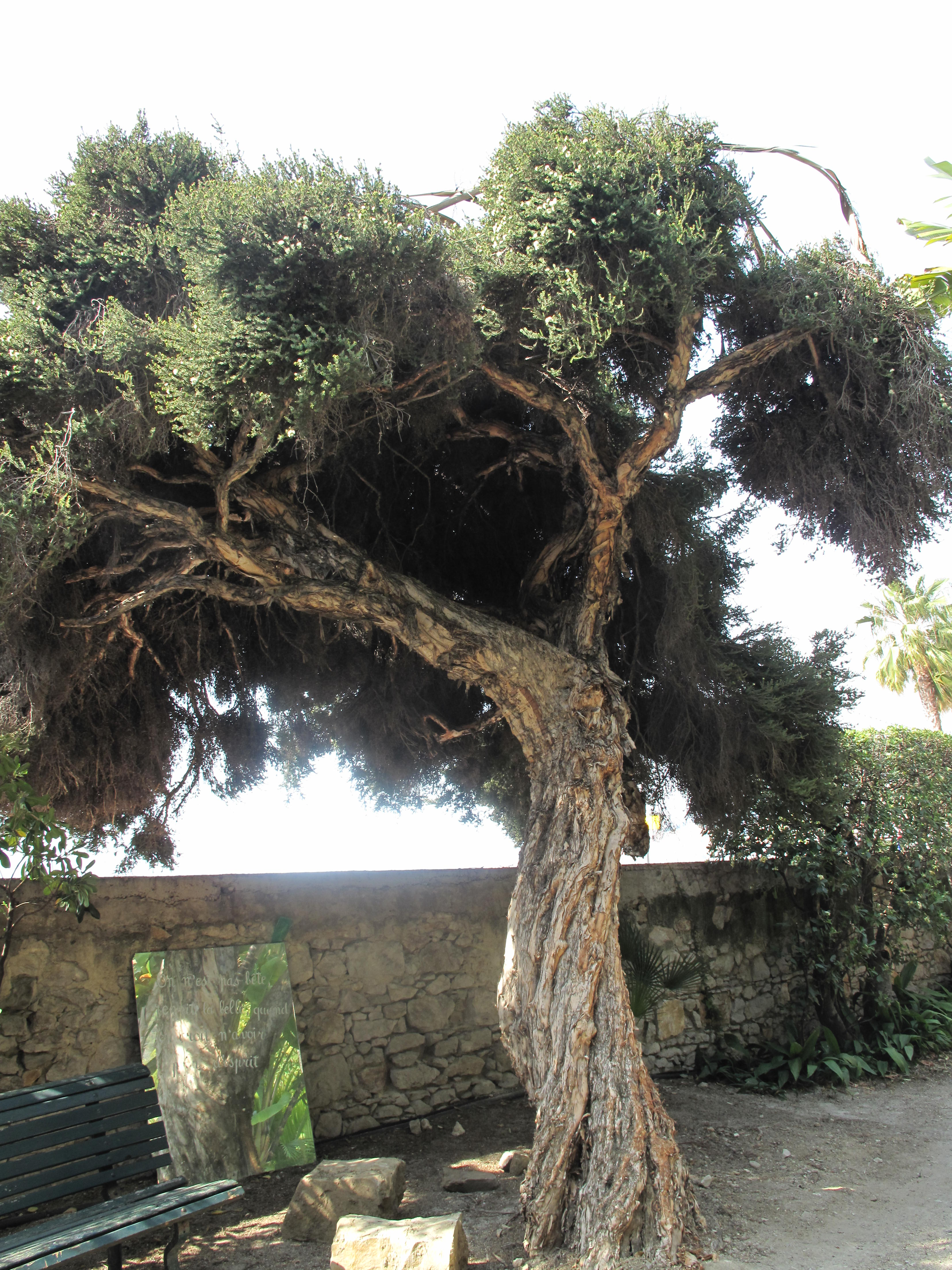
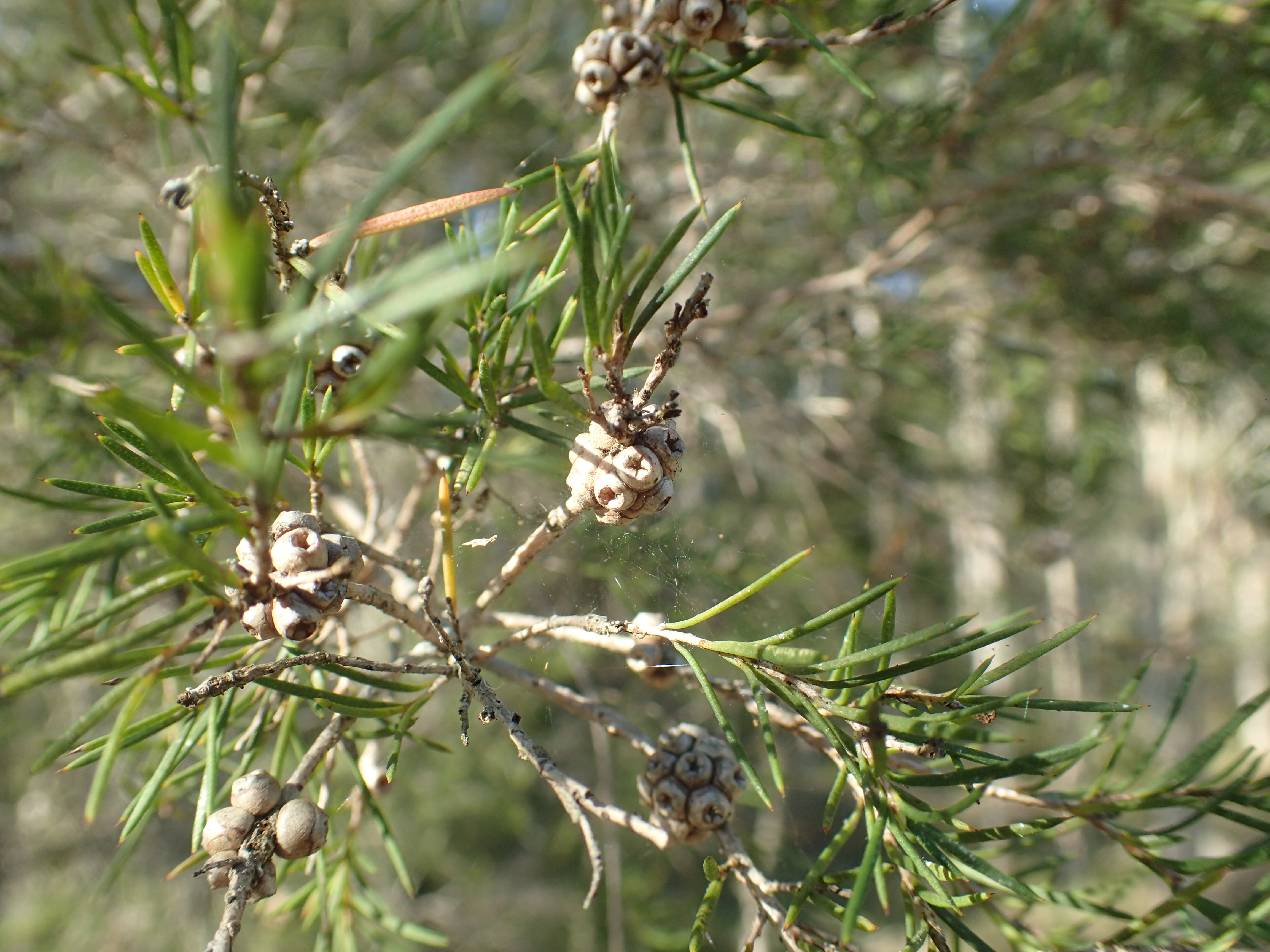
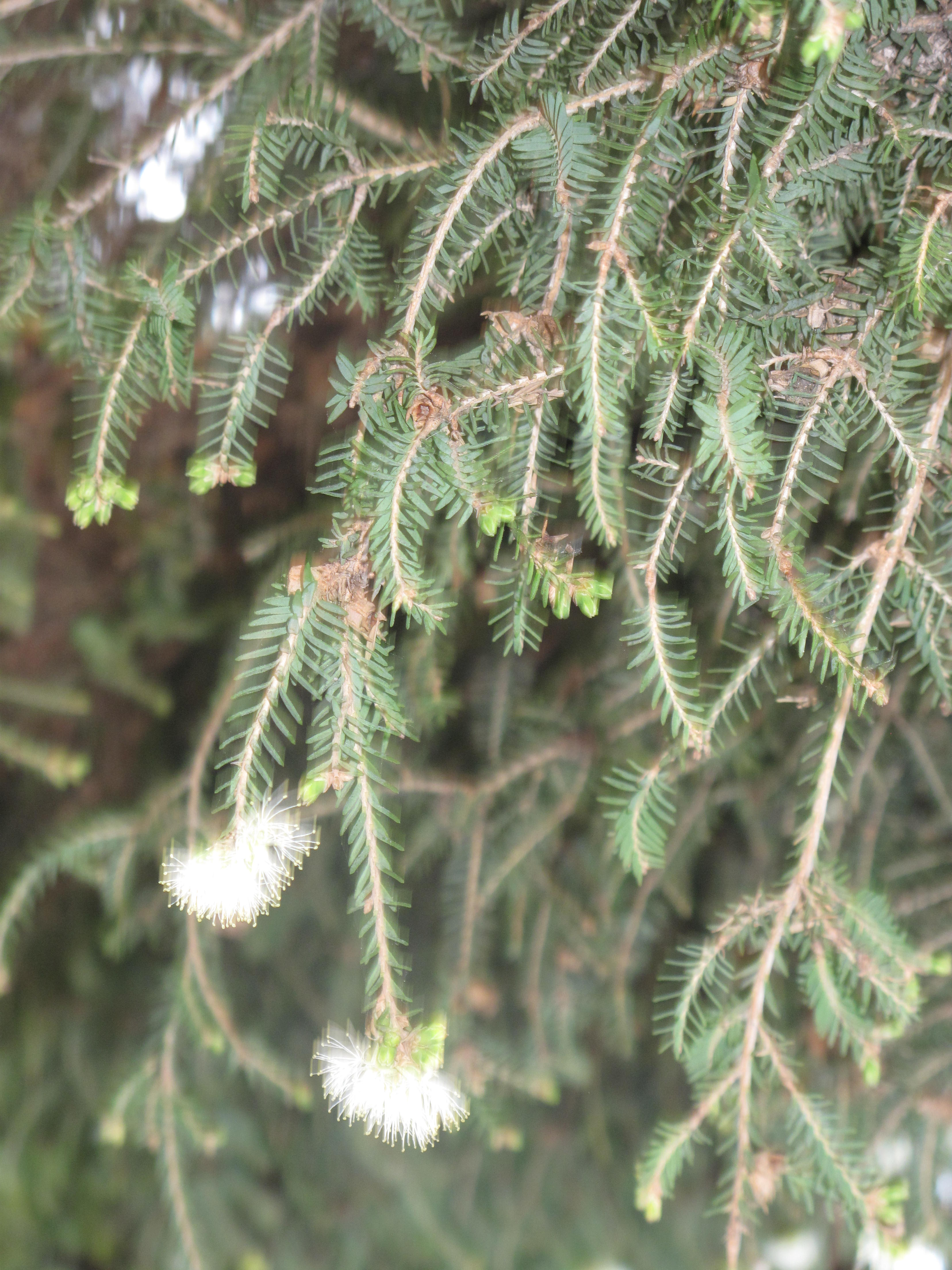